# Poker d'as (film)
Pour les articles homonymes, voir Poker d'as (homonymie).
Pour plus de détails, voir Fiche technique et Distribution.
Poker d'as est un film français muet, réalisé par Henri Desfontaines, sorti en 1928.

## Synopsis
Deux frères jumeaux, aux intérêts fort différents, s'affrontent pour l'amour d'une femme.

## Fiche technique
- Titre : Poker d'as
- Réalisation : Henri Desfontaines
- Scénario : Arthur Bernède d'après son Cinéroman éponyme, publié par Le Petit Parisien
- Décors : Jean Barthelemy Perrier
- Directeur artistique : Louis Nalpas[1]
- Musique : Georges Paulais
- Photographie : Henri Stuckert
- Assistant réalisateur : Jean Margueritte
- Société de production : Société des Cinéromans
- distribution : Pathé Consortium Cinéma
- Pays de production :  France
- Format : Noir et blanc - 35 mm - 1,37:1 - Muet
- Genre : drame
- Date de sortie : 
  - France : 9 mars 1928

## Distribution
- René Navarre : Poker d'As et le comte de Rhuys
- Simone Mareuil : Huguette de Rhuys
- Jeanne Brindeau : la marquise de Rhuys
- Georges Paulais : Argyriadès
- Jean Périer : le docteur Brière
- Albert Mayer : Trincard
- Marcel Delaître : Vallon
- Ernest Maupain : le père-abbé
- Suzanne Delmas : Simone de Rhuys
- Génica Missirio : Soreno
- Jean Devalde : Hervé de Kergroit
- Pierre de Canolle : Boureuil
- Jean Peyrière